# Ramon Sessions
Ramon Sessions (Myrtle Beach, Južna Karolina, 11. travnja 1986.) američki je profesionalni košarkaš. Igra na poziciji razigravača, a trenutačno je član NBA momčadi Minnesota Timberwolvesa. Izabran je u 2. krugu (56. ukupno) NBA drafta 2007. godine od istoimene momčadi. 

## NBA
Sessions je izabran kao 56. izbor NBA drafta 2007. godine od Milwaukee Bucksa. Međutim, Bucksi su ga odmah poslali u razvojnu NBA Development League momčad Tulsa 66ers. Nakon prosječnih 30.5 koševa, 7.5 skokova i 5.0 asistencija u prvom tjednu sezone izabran je za igrača tjedna D-League. U siječnju 2008. ponovo je izabran za igrača tjedna i postao prvim igračem koji je tijekom sezone postigao isti uspjeh.  Nakon odličnih igara u razvojnoj ligi natrag je pozvan u Milwaukee Buckse, ali debi u NBA ligi morao je pričekati do početka ožujka zbog ozljede. U debiju protiv Philadelphia 76ersa postigao je 2 koša. Kasnije u sezoni zbog ozljede startnog playa Moa Williamsa i rezervnog igrača Charlieja Bella dobio je punu minutažu u dresu Bucksa. 
U sjajnoj utakmici protiv Chicago Bullsa, Bucksi su na domaćem terenu poraženi 151:135, a Sessions je odigrao utakmicu karijere. Jedva mjesec dana nakon svog NBA debija s 24 asistencije srušio rekord franšize postavši usput i jedini u povijesti kluba koji je imao više od 20 koševa i asistencija na jednoj utakmici. Na kraju je odigrao odličnu rookie sezonu u kojoj je prosječno postizao 8.1 koš, 3.4 skoka i 7.5 asistencija po utakmici. Nakon kritik Bucksima da lopta previše ide na bekovski par Mo Williams-Michael Redd, a premalo Andrewa Boguta, uprava kluba odlučila je mijenjati Williamsa u Cavse, a Sessionsu osloboditi poziciju startnog playmakera. Svoju ukazanu priliku sjajno je iskoristio i bio među ponajboljim igračima momčadi. Bucksi su do siječnja 2009. bili i sredini Istočne konferencije, ali ozljeda Redda izbacila ih je iz utrke za doigravanje. Sessions je tada pokazao kvalitete vođe momčadi i sjajnim igrama vodio Buckse u nastavku sezone. 8. veljače 2009. u porazu od Detroit Pistonsa 126:121 s učinkom karijere od 44 koša (20 u posljednjoj četvrtini) predvodio je Milwaukee. 2. travnja 2009. u domaćem porazu od Los Angeles Lakersa 104:98 zabilježio je svoj prvi triple-double u karijeri - 16 koševa, 10 skokova i 16 asistencija. Na kraju svoje najbolje sezone u NBA karijeri istekao mu je ugovor i postao je ograničen slobodan igrač. Njegov agent Jimmy Wells prenio je medijima informaciju da čak 12 momčadi zanimalo za njegove usluge, ali na kraju samo je Minnesota Timberwolves poslala Sessionsu ponudu, odnosno na četiri sezone u vrijednosti od 16 milijuna dolara., ali Bucksi nisu izjednačili ponudu i Sessions je postao novi član Wolvesa.

## NBA statistika

### Regularni dio
| Godina    | Klub      | Odig. uta. | Uta. poč. | Min. | 2P%  | 3P%  | Sl. bac.% | Skok. | Asist. | Ukr. lop. | Blok. | Poena |
| --------- | --------- | ---------- | --------- | ---- | ---- | ---- | --------- | ----- | ------ | --------- | ----- | ----- |
| 2007./08. | Milwaukee | 17         | 7         | 26.5 | .436 | .429 | .780      | 3.4   | 7.5    | 1.0       | .2    | 8.1   |
| 2008./09. | Milwaukee | 79         | 39        | 27.5 | .445 | .176 | .794      | 3.4   | 5.7    | 1.0       | .1    | 12.4  |
| Ukupno    |           | 96         | 46        | 27.3 | .444 | .220 | .792      | 3.4   | 6.0    | 1.0       | .1    | 11.6  |

## Vanjske poveznice
- Profil na NBA.com